# Droit d'auteur et internet
 (avril 2011).
Si vous disposez d'ouvrages ou d'articles de référence ou si vous connaissez des sites web de qualité traitant du thème abordé ici, merci de compléter l'article en donnant les références utiles à sa vérifiabilité et en les liant à la section « Notes et références ».
Cet article traite de différents aspects du droit d'auteur dans le contexte du développement d'Internet.
Le droit d'auteur est le droit de la propriété intellectuelle et plus particulièrement du droit de la propriété littéraire et artistique.
Le droit d'auteur est le droit reconnu par la loi et accordé à un auteur, un compositeur, un éditeur ou un distributeur pour l'exclusivité de la publication, de la production, de la vente ou de la distribution d'une œuvre littéraire, musicale ou artistique.
Il contient deux branches : 
- l’une morale : le droit d’auteur est un droit personnel qui permet à l’auteur de se voir reconnaître la paternité de son œuvre et d’en protéger son intégrité ;
- l’autre patrimoniale : l’auteur a le droit de reproduction et de représentation de son œuvre et d’en retirer les bénéfices financiers importants pour une durée limitée au terme de laquelle l’œuvre tombera dans le domaine public.

Cependant, le développement d’internet a considérablement compliqué la protection des droits d’auteur. Le numérique facilite les atteintes (copies, téléchargement illégal…) et en amplifie les effets et donc le préjudice subi par les titulaires de droits. Il devrait permettre aussi pour le bon emploi des techniques, de mieux repérer et contrôler certains usages et d’y faire obstacle et donc d’améliorer ainsi la protection des droits. Par ailleurs, Internet rend accessible internationalement toute œuvre à partir du moment où elle est mise en ligne.

## Textes de lois en vigueur

### Textes français
La loi du 11 mars 1957 reconnaît aux auteurs des droits patrimoniaux sur leurs œuvres ainsi qu'un droit moral, préalablement reconnu par la jurisprudence.
La Loi du 3 juillet 1985 consacre les droits voisins des auteurs interprètes, aux producteurs, aux entreprises de communication. Elle étend également la protection du droit d'auteur aux créateurs de programmes informatiques.
La loi du 11 juillet 1992 codifie le droit de la propriété intellectuelle dans un code du même nom.
Transposition tardive de la directive du 22 mai 2001, la loi DADVSI traite à la fois de l’harmonisation communautaire relative aux exceptions au droit d’auteur et aux droits voisins ainsi qu’aux mesures techniques de protection et d’information, mais également de problématiques plus récentes, telles que la prévention du téléchargement illicite ou la promotion de l’interopérabilité.
Les loi Hadopi du 12 juin et 28 octobre 2009 « favorisant la diffusion et la protection de la création sur Internet » et « relative à la protection pénale de la propriété littéraire et artistique sur Internet » sont deux lois mises en place pour lutter contre le téléchargement illégal sur Internet. Outre un système de « réponse graduée », elles ont donné naissance à la Commission HADOPI chargée de traquer les téléchargements illégaux.

### Textes européens
Les directives 91/250/CEE et 96/9/CE accordent respectivement la protection du droit d’auteur aux programmes d’ordinateur et aux bases de données.
La directive 93/98/CE est relative à l'harmonisation de la durée de protection du droit d'auteur (70 ans après la mort de l'auteur) et de certains droits voisins.
La Directive européenne sur l’harmonisation de certains aspects du droit d'auteur et des droits voisins dans la société de l’information (2001) va adapter le droit d’auteur à l’univers numérique. Elle énonce un certain nombre de prérogatives en faveur des auteurs, et d’exceptions au profit des utilisateurs. Elle autorise les titulaires des droits d’auteur à protéger les œuvres par des mesures techniques, dont le contournement est sanctionné. 

### Sources internationales
Il existe deux organisations internationales qui s'intéressent à la protection du droit d'auteur:
- Organisation mondiale de la propriété intellectuelle, dite OMPI est un organe de l’ONU chargée de stimuler la créativité et le développement économique en promouvant un système international de propriété intellectuelle, notamment en favorisant la coopération entre les États.
- Organisation mondiale du commerce qui traitent des règles régissant le commerce international.

Plusieurs conventions internationales ont été signées:
- dans le cadre de l'OMPI : la Convention de Berne en 1886, les deux traités du 20 décembre 1996 reprenant les grandes lignes de la Convention de Berne en les adaptant à l'ère du numérique. Cette Convention instaure une protection des œuvres publiées et non publiées et ce sans formalité d'enregistrement (même si celui-ci est recommandé).
- dans le cadre de l'OMC: l'accord de l'ADPIC (aspects des droits de la propriété intellectuelle qui touchent au commerce) le 15 avril 1994. Il instaure notamment des contrôles sur la contrefaçon aux frontières.

## Impact d'internet sur le droit d'auteur

### Impact sur le droit d'auteur en général
Internet en tant que média accueille des œuvres de l’esprit mais en tant qu’outil technologique il donne naissance à de nouveaux modes de diffusion des œuvres.
C'est pourquoi des sites internet peuvent être considérés comme des œuvres de l'esprit au sens de l'article L 112-1 du Code de la propriété intellectuelle. Ce sont des créations de forme donc ils peuvent être protégées par le droit d’auteur dès lors qu’ils sont originaux (TGI Paris 3e Ch. 25 juin 2009).
Selon le Rapport du groupe de travail de l’Académie des sciences morales et politiques présidé par M. Gabriel de Broglie, il existe trois implications majeures du numérique sur le droit d'auteur :
- L’œuvre clonée : possibilité de multiplier à l’infini l’œuvre, sans pouvoir pour autant distinguer, à la énième copie, celle-ci de l’original.
- L'œuvre désagrégée : possibilité de modifier, mélanger, transformer l’œuvre dont les frontières tendent à disparaître.
- L'œuvre instituée ou atopique : la numérisation permet, à partir des sites visités, de ne pas se contenter d’une consultation des documents, mais de se les approprier en les « téléchargeant ».

Trois types de difficultés sont en général évoqués lorsque l’on parle d’Internet et de droit d’auteur : 
- L’indifférenciation des éléments de l’œuvre représenterait une première difficulté à l’application du droit d’auteur à l’œuvre numérisée ;
- L’objet même de la protection ne serait plus clairement identifiable dès lors qu’il peut s’agir aussi bien d’une image, d’un son ou d’une série de lignes de programmation lorsque le logiciel est lui-même l’objet de la protection ;
- La facilité d’emprunt ou l’impossibilité de le déceler rendrait, enfin, la législation protégeant le droit d’auteur parfaitement inadaptée à l’environnement numérique.

C'est la souplesse de l'œuvre numérisée qui constitue, au regard du droit d'auteur, sa principale faiblesse. Les emprunts à l’œuvre numérisée ou numérique peuvent être quasiment indécelables. C’est par exemple le cas, semble-t-il plus fréquent qu’il ne paraît, de l’utilisation d’un morceau musical numérisé pour en faire le fond sonore d’une autre chanson de variété.

### Droit moral et internet
Le droit moral de l'auteur correspond au droit à la paternité (ou droit au nom), au droit au respect de l’œuvre, au droit de divulgation et au droit de repentir ou de retrait. Ces droits sont inaliénables, perpétuels, incessibles et imprescriptibles.
Le droit au respect de l’œuvre peut être altéré pour des raisons techniques, cependant dès lors que l’auteur a donné son accord pour une diffusion sur internet, il ne peut s’opposer.
Dans l'affaire MC Solaar (CA 16 septembre 2005), le chanteur de rap reprochait à la société Media Consulting d'avoir porté atteinte à son droit au respect de l'intégrité des chansons Hasta La Vista et Solaar Pleure en les transformant en sonnerie téléphonique via leur numérisation. Les juges ont considéré que l'exploitation de ces deux œuvres « sous forme de sonneries téléphoniques réalise une amputation significative des développements de celles-ci et constituent une atteinte au droit absolu que les auteurs détiennent au respect de leurs œuvres. »
Par ailleurs, une divulgation de l'œuvre sur internet sans autorisation de l'auteur constitue une atteinte au droit moral de l'auteur. C'est la position retenue par le TGI de Paris dans un jugement du 23 janvier 2002, après la divulgation sur Internet de 23 chansons de Jean Ferrat. De même, si l'auteur est d'accord pour une diffusion de son œuvre en général, il doit y avoir une autorisation expresse pour une divulgation sur Internet (CC 15 février 2005, affaire "Femme libérée").
De même, le respect de la paternité doit être respectée : le TGI de Paris a condamné le moteur de recherches Google Images dans un jugement du 9 octobre 2009 pour ne pas avoir mentionné le nom de l'auteur d'une photographie.

### Droits patrimoniaux et internet
Les droits patrimoniaux correspondent aux droits d'exploitation de l'œuvre : le droit de reproduction (article L 122-3 CPI) et le droit de représentation (article L 122-2 CPI).
La Commission européenne ainsi que les déclarations jointes au traité de l'OMPI de 1996 reconnaissent que le droit de reproduction « s'applique pleinement dans l'environnement numérique, en particulier à l'utilisation des œuvres sous forme numérique » et considèrent que « le stockage d'une œuvre protégée sous forme numérique sur un support électronique constitue une reproduction. »
Les tribunaux sanctionnent fréquemment la reproduction non autorisée des œuvres protégées. Ainsi le TGI de Paris a condamné, dans un jugement du 17 décembre 2002 les sociétés Sotheby's France et Sotheby's International pour avoir reproduit sur un catalogue payant des travaux d'aménagements et de décoration d'un architecte sans son autorisation.
Par ailleurs, selon l'article 8 du traité de l'OMPI en 1996, le droit de représentation s'étend à la communication "par fil ou sans fil, y compris la mise à disposition du public, des œuvres « de manière que chacun puisse y avoir accès de l'endroit et au moment qu'il choisit de manière individualisée. »  La directive du 22 mai 2001 donne, quant à elle, une définition plus extensive : « le droit exclusif d'autoriser ou d'interdire toute communication au public de leurs œuvres, par ou sans fil, y compris la mise à disposition du public de leurs œuvres de telle manière que chacun puisse y avoir accès de l'endroit et au moment qu'il choisit individuellement. »
Par exemple, le tribunal pour enfants d'Amiens, dans un arrêt du 22 février 2005, a condamné un mineur pour avoir reproduit illicitement, diffusé et échangé sur internet des CD audio et des films sur CD-Rom. 

## Exceptions au droit d'auteur
Il s'agit des exceptions prévues à l'article L 122-5 du Code de la Propriété Intellectuelle. Est concernée notamment, au niveau d'internet, l'exception de copie privée. Le droit d'auteur s'efface « lorsqu'il s'agit de reproductions effectuées sur tout support par une personne physique pour un usage privé et à des fins non directement ou indirectement commerciales. » Cependant elle ne s'applique ni aux bases de données, ni aux logiciels. Il est donc possible de graver un DVD ou un CD, mais seulement à des fins personnelles. Attention: il n'est pas autorisé de graver un film téléchargé illégalement via un site de Peer-to-Peer. 
Autre exception qui s'applique fortement à internet : l'exception de parodie. De multiples vidéos circulent sur les réseaux sociaux et les plateformes comme YouTube ou Dailymotion parodiant films, chansons, séries télévisées, personnes publiques, etc. Pour bénéficier de l'exception de parodie (article L 122-5 alinéa 4 du CPI), « il est nécessaire que la parodie soit le fruit d'un travail de travestissement ou de subversion et donc de distanciation par rapport à l’œuvre parodiée, de telle sorte que le public ne puisse se méprendre sur la portée du propos et sur l'auteur de la parodie. »

## Prévention des atteintes au droit d'auteur

### Le dépôt probatoire
Pour protéger une œuvre, normalement, il n'est pas nécessaire de recourir à une formalité de dépôt obligatoire. Cependant le dépôt probatoire est conseillé, notamment sur Internet. Il existe un système de dépôt et de marquage des œuvres numérique. IDDN (Inter Deposit Digital Number) utilisé par l’APP (Agence pour la protection des programmes) et Interdeposit. 

### Les mesures techniques de protection du droit d'auteur
- Informations sous formes électroniques sur le régime des droits (article 331-11 du code de la propriété intellectuelle) : " On entend par information sous forme électronique toute information fournie par un titulaire de droits qui permet d'identifier une œuvre, une interprétation, un phonogramme, un vidéogramme, un programme ou un titulaire de droit, toute information sur les conditions et modalités d'utilisation d'une œuvre, d'une interprétation, d'un phonogramme, d'un vidéogramme ou d'un programme, ainsi que tout numéro ou code représentant tout ou partie de ces informations".
- Informations sur les conditions d’accès (article L 331-10 CPI) : « Les conditions d'accès à la lecture d'une œuvre, d'un vidéogramme, d'un programme ou d'un phonogramme et les limitations susceptibles d'être apportées au bénéfice de l'exception pour copie privée mentionnée au 2° de l'article L. 122-5 et au 2° de l'article L. 211-3 par la mise en œuvre d'une mesure technique de protection doivent être portées à la connaissance de l'utilisateur. »
- Mesures techniques de protection et de défense des droits (article L 331-5 CPI): concernent toutes les mesures techniques efficaces destinées à empêcher ou à limiter les utilisations non autorisées par les titulaires d’un droit d’auteur, par exemple : code d’accès, brouillage, cryptage… Cependant elles doivent garantir le bénéfice de l’exception pour copie privée et ne pas s’opposer au libre usage de l’œuvre.
- L'horodatage électronique : cela consiste à apposer à un fichier numérique une date fiable et authentique sous la forme d'un jeton d'horodatage. Cela garantit l'existence d'un fichier à un instant donné et que ce-dit fichier n'a pas été modifié, au bit près. Cette preuve d'existence peut être obtenue grâce à la blockchain, qui garantit par sa nature une conservation des données dans le temps et l'intégrité de celles-ci. En y enregistrant la signature numérique d'un fichier, on peut générer une preuve d'existence à une date donnée.

### Les mesures juridiques de prévention
- Constat des atteintes au droit d’auteur : ce sont les constatations policières ou d’agents assermentés ainsi que les constats des pratiques de téléchargement illégal pratiqués par la Commission Hadopi ; celle-ci peut adresser aux internautes fautifs des recommandations comportant rappel des exigences légales. Cependant, cette Commission n’a pas de pouvoir de sanction (comme le législateur voulait originellement le faire).
- Obstacle aux atteintes du droit d’auteur : saisie-contrefaçon : les commissaires de police, juges d’instance, président du TGI sont compétents pour saisir et conserver les objets contrefaits. Cependant, la mainlevée ou le cantonnement des effets seront possibles si l'atteinte au droit d’auteur n'est pas entièrement démontrée.

## Sanctions des atteintes

### Réparation
Concernant la fixation des dommages et intérêts, l'article L. 331-1-3 du CPI dispose que "pour fixer les dommages et intérêts, la juridiction prend en considération les conséquences économiques négatives, dont le manque à gagner, subies par la partie lésée, les bénéfices réalisés par l'auteur de l'atteinte aux droits et le préjudice moral causé au titulaire de ces droits du fait de l'atteinte. Toutefois, la juridiction peut, à titre d'alternative et sur demande de la partie lésée, allouer à titre de dommages et intérêts une somme forfaitaire qui ne peut être inférieure au montant des redevances ou droits qui auraient été dus si l'auteur de l'atteinte avait demandé l'autorisation d'utiliser le droit auquel il a porté atteinte".
Concernant le retrait des objets portant atteinte aux droits, l'article L. 331-1-4 du CPI dispose qu'en " cas de condamnation civile pour contrefaçon, atteinte à un droit voisin du droit d'auteur ou aux droits du producteur de bases de données, la juridiction peut ordonner, à la demande de la partie lésée, que les objets réalisés ou fabriqués portant atteinte à ces droits, les supports utilisés pour recueillir les données extraites illégalement de la base de données et les matériaux ou instruments ayant principalement servi à leur réalisation ou fabrication soient rappelés des circuits commerciaux, écartés définitivement de ces circuits, détruits ou confisqués au profit de la partie lésée. La juridiction peut également ordonner la confiscation de tout ou partie des recettes procurées par la contrefaçon, l'atteinte à un droit voisin du droit d'auteur ou aux droits du producteur de bases de données, qui seront remises à la partie lésée ou à ses ayants droit."

### Répression
Concernant le délit de contrefaçon, l'article L. 335-2 du CPI dispose que "toute édition d'écrits, de composition musicale, de dessin, de peinture ou de toute autre production, imprimée ou gravée en entier ou en partie, au mépris des lois et règlements relatifs à la propriété des auteurs, est une contrefaçon et toute contrefaçon est un délit.
La contrefaçon en France d'ouvrages publiés en France ou à l'étranger est punie de trois ans d'emprisonnement et de 300 000 euros d'amende.
Seront punis des mêmes peines le débit, l'exportation et l'importation des ouvrages contrefaisants. 
Lorsque les délits prévus par le présent article ont été commis en bande organisée, les peines sont portées à cinq ans d'emprisonnement et à 500 000 euros d'amende."
Concernant l'atteinte à une mesure technique ou la suppression d'une information concernant le régime des droits, les articles L 335-3-1 et L 335-2 CPI répriment "le fait de porter atteinte (...) à une mesure technique efficace (...) afin d'altérer la protection d'une œuvre par un décodage, un décryptage ou toute autre intervention personnelle destinée à contourner, neutraliser, ou supprimer un mécanisme de protection ou de contrôle" ainsi que celui de "supprimer ou de modifier (...) tout élément d'information. Ces actions sont punies de 3 750 € d'amende.
Des règles spécifiques ont été adoptées pour lutter contre les pratiques du téléchargement illégal par la loi HADOPI. 
La loi met en place l'HADOPI (autorité administrative indépendante) qui se voit confier un certain nombre de missions : 
- encourager le développement de l'offre légale
- observer l'utilisation licite et illicite des œuvres sur les réseaux de communication électronique
- assurer une mission de régulation et de veille dans le domaine des mesures techniques de protection et d'identification des œuvres.

Elle va notamment contrôler les éventuels manquements des internautes à leur obligation de surveillance en tant que titulaire d'une connexion internet. En effet, les internautes doivent veiller à ce qu'aucun acte de contrefaçon d’œuvres ne soit effectué à partir de son accès internet. La Commission HADOPI peut envoyer deux recommandations espacées de six mois à l'utilisateur d'une connexion sur laquelle sont identifiées des actes illicites. Ces recommandations lui rappellent son obligation de surveillance et l'informent sur l'offre légale et les moyens de sécuriser son accès internet. Ces recommandations sont très diplomates, elles partent en quelque sorte du principe que l'utilisateur de la connexion n'est pas « responsable » des agissements illicites commis sur son compte. Ce dispositif fait partie du mécanisme de réponse graduée qui a été complété par la loi HADOPI 2 : si l'utilisateur n'obtempère pas à la suite de ces recommandations, un juge a le pouvoir de sanctionner son défaut de surveillance par la suspension de son abonnement internet (il sera bien sûr tenu de continuer à régler son opérateur internet). Ces dispositions sont prévues à l'article L 335-7 du CPI. 

## Compétence des tribunaux
La loi LME du 4 août 2008 a attribué la compétence exclusive aux tribunaux de grande instance. Par un décret du 9 octobre 2009, le nombre de TGI compétents a été fixé à neuf : Bordeaux, Lille, Lyon, Marseille, Nanterre, Nancy, Paris, Rennes et Fort-de France. 
Par ailleurs, il existe des critères de rattachement. En témoigne l'ordonnance du 3 septembre 2008, le TGI de Paris s'était reconnu compétent dans une affaire opposant les membres de la famille d'un peintre chilien aux musées nationaux et État chiliens, leur reprochant la reproduction sur Internet de plusieurs œuvres du peintre sans leur accord. En effet, le juge a considéré que « s'il est constant que le site est accessible depuis la France, force est de relever que le public français pertinent se trouve à même de réceptionner les contenus argués de contrefaçon, circonstance qui justifie de l'existence d'un lien de rattachement suffisant, substantiel ou significatif entre les faits illicites et le dommage allégué sur le territoire français et qui commande de retenir la compétence du TGI de Paris pour connaître de la contrefaçon. »
Enfin, dans un arrêt du 2 décembre 2009, la Cour d'appel de Paris a élargi la compétence territoriale des juridictions françaises en matière de contrefaçon sur internet : les tribunaux français sont compétents lorsque « le site commercialisant les produits litigieux est accessible sur le territoire français sans qu'il soit utile de rechercher s'il existe ou non un lien suffisant, substantiel, ou significatif entre les faits allégués et le territoire français. »